# US-amerikanische Formel-4-Meisterschaft 2024
Die US-amerikanische Formel-4-Meisterschaft 2024 (offiziell F4 United States Championship Powered by Honda 2024) war die neunte Saison der US-amerikanischen Formel-4-Meisterschaft. Es gab 15 Rennen, die Meisterschaft fand in den Vereinigten Staaten und Kanada statt. Die Saison begann am 18. Mai in Elkhart Lake, Wisconsin, und endete am 2. November in Austin, Texas.

## Teams und Fahrer
Alle Teams und Fahrer verwendeten das Ligier-Chassis JS F422, 1,65-Liter-Storm-V4-Saugmotor von SuperHP und Reifen von Hankook.
| Team                      | Auto # | Fahrer            | Rennwochenende | Quelle |
| ------------------------- | ------ | ----------------- | -------------- | ------ |
| US NG Racing              | 10     | Marcelo Ponti     | 1              | [ 3 ]  |
| Crosslink Kiwi Motorsport | 13     | Barrett Wolfe     | Alle           | [ 3 ]  |
| Crosslink Kiwi Motorsport | 15     | Nicolas Stati     | Alle           | [ 3 ]  |
| Crosslink Kiwi Motorsport | 41     | Alex Crosbie      | Alle           | [ 3 ]  |
| Crosslink Kiwi Motorsport | 08     | Seth Gilmore      | 5              | [ 4 ]  |
| Atlantic Racing Team      | 24     | Daniel Quimby     | Alle           | [ 3 ]  |
| Scuderia Buell            |        | Pablo Benites Jr. | 1–3            | [ 3 ]  |
| Team Roberts Racing       | 46     | Connor Roberts    | Alle           | [ 3 ]  |
| MLT Motorsports           | 54     | Lincoln Day       | Alle           | [ 3 ]  |
| MLT Motorsports           | 55     | Alex Popow        | 5              | [ 4 ]  |

## Rennkalender
Der Rennkalender wurde am 3. Oktober 2023 veröffentlicht. Mitte März 2024 wurde der Saisonstart in Avondale, welcher von 11. bis 14. April geplant gewesen wäre, abgesagt da zu wenige neue Ligier-Chassis geliefert wurden.
Es gab fünf Veranstaltungen auf sechs Strecken in zwei Ländern zu je drei Rennen. Im Vergleich zum Vorjahr flog Alton raus, neu hinzu kam Clarington.
| Nr. | Datum         | Rennstrecke                                         | Sieger                                        | Zweiter                                       | Dritter                                       | Pole-Position                                 | Schnellste Rennrunde                          |
| --- | ------------- | --------------------------------------------------- | --------------------------------------------- | --------------------------------------------- | --------------------------------------------- | --------------------------------------------- | --------------------------------------------- |
| —.  | 12. April     | NOLA Motorsports Park (Avondale, Louisiana)         | aufgrund von Chassis-Lieferengpässen abgesagt | aufgrund von Chassis-Lieferengpässen abgesagt | aufgrund von Chassis-Lieferengpässen abgesagt | aufgrund von Chassis-Lieferengpässen abgesagt | aufgrund von Chassis-Lieferengpässen abgesagt |
| —.  | 13. April     | NOLA Motorsports Park (Avondale, Louisiana)         | aufgrund von Chassis-Lieferengpässen abgesagt | aufgrund von Chassis-Lieferengpässen abgesagt | aufgrund von Chassis-Lieferengpässen abgesagt | aufgrund von Chassis-Lieferengpässen abgesagt | aufgrund von Chassis-Lieferengpässen abgesagt |
| —.  | 14. April     | NOLA Motorsports Park (Avondale, Louisiana)         | aufgrund von Chassis-Lieferengpässen abgesagt | aufgrund von Chassis-Lieferengpässen abgesagt | aufgrund von Chassis-Lieferengpässen abgesagt | aufgrund von Chassis-Lieferengpässen abgesagt | aufgrund von Chassis-Lieferengpässen abgesagt |
| 01. | 18. Mai       | Road America (Elkhart Lake, Wisconsin)              | Nicolas Stati                                 | Daniel Quimby                                 | Connor Roberts                                | Nicolas Stati                                 | Nicolas Stati                                 |
| 02. | 19. Mai       | Road America (Elkhart Lake, Wisconsin)              | Daniel Quimby                                 | Connor Roberts                                | Nicolas Stati                                 |                                               | Daniel Quimby                                 |
| 03. | 19. Mai       | Road America (Elkhart Lake, Wisconsin)              | Pablo Benites Jr.                             | Connor Roberts                                | Nicolas Stati                                 |                                               | Alex Crosbie                                  |
| 04. | 22. Juni      | Mid-Ohio Sports Car Course (Lexington, Ohio)        | Nicolas Stati                                 | Daniel Quimby                                 | Alex Crosbie                                  | Nicolas Stati                                 | Nicolas Stati                                 |
| 05. | 23. Juni      | Mid-Ohio Sports Car Course (Lexington, Ohio)        | aufgrund von Schlechtwetter abgesagt          | aufgrund von Schlechtwetter abgesagt          | aufgrund von Schlechtwetter abgesagt          | aufgrund von Schlechtwetter abgesagt          | aufgrund von Schlechtwetter abgesagt          |
| 06. | 23. Juni      | Mid-Ohio Sports Car Course (Lexington, Ohio)        | Daniel Quimby                                 | Nicolas Stati                                 | Pablo Benites Jr.                             |                                               | Pablo Benites Jr.                             |
| 07. | 27. Juli      | New Jersey Motorsports Park (Millville, New Jersey) | Alex Crosbie                                  | Nicolas Stati                                 | Barrett Wolfe                                 | Nicolas Stati                                 | Nicolas Stati                                 |
| 08. | 28. Juli      | New Jersey Motorsports Park (Millville, New Jersey) | Nicolas Stati                                 | Alex Crosbie                                  | Daniel Quimby                                 |                                               | Alex Crosbie                                  |
| 09. | 28. Juli      | New Jersey Motorsports Park (Millville, New Jersey) | Connor Roberts                                | Alex Crosbie                                  | Barrett Wolfe                                 |                                               | Alex Crosbie                                  |
| 10. | 31. August    | Canadian Tire Motorsport Park (Clarington, Ontario) | Daniel Quimby                                 | Nicolas Stati                                 | Connor Roberts                                | Daniel Quimby                                 | Nicolas Stati                                 |
| 11. | 31. August    | Canadian Tire Motorsport Park (Clarington, Ontario) | Daniel Quimby                                 | Connor Roberts                                | Alex Crosbie                                  |                                               | Daniel Quimby                                 |
| 12. | 01. September | Canadian Tire Motorsport Park (Clarington, Ontario) | Daniel Quimby                                 | Connor Roberts                                | Nicolas Stati                                 |                                               | Daniel Quimby                                 |
| 13. | 31. Oktober   | Circuit of The Americas (Austin, Texas)             | Alex Popow                                    | Nicolas Stati                                 | Connor Roberts                                | Alex Popow                                    | Alex Popow                                    |
| 14. | 01. November  | Circuit of The Americas (Austin, Texas)             | Alex Popow                                    | Daniel Quimby                                 | Connor Roberts                                |                                               | Alex Crosbie                                  |
| 15. | 02. November  | Circuit of The Americas (Austin, Texas)             | Alex Crosbie                                  | Daniel Quimby                                 | Connor Roberts                                |                                               | Alex Crosbie                                  |

## Wertungen

### Punktesystem
Bei jedem Rennen bekamen die ersten zehn des Rennens 25, 18, 15, 12, 10, 8, 6, 4, 2 bzw. 1 Punkt(e). Es gab keine Punkte für die Pole-Position und die schnellste Rennrunde. In der Teamwertung wurden jeweils die besten zwei Fahrer pro Rennen gewertet.
| Punkteverteilung | Punkteverteilung | Punkteverteilung | Punkteverteilung | Punkteverteilung | Punkteverteilung | Punkteverteilung | Punkteverteilung | Punkteverteilung | Punkteverteilung | Punkteverteilung | Punkteverteilung | Punkteverteilung |
| ---------------- | ---------------- | ---------------- | ---------------- | ---------------- | ---------------- | ---------------- | ---------------- | ---------------- | ---------------- | ---------------- | ---------------- | ---------------- |
| Platz            | 1                | 2                | 3                | 4                | 5                | 6                | 7                | 8                | 9                | 10               | PP               | SR               |
| Punkte           | 25               | 18               | 15               | 12               | 10               | 8                | 6                | 4                | 2                | 1                | –                | –                |

Beim ersten Rennen in Clarington wurden nur halbe Punkte vergeben da nur eine ungenügende Rundenanzahl auf freier Strecke absolviert wurde.

### Fahrerwertung
| Pos. | Fahrer         | ROA | ROA | ROA | MDO | MDO | MDO | NJM | NJM | NJM | MOS | MOS | MOS | COT | COT | COT | Punkte |
| Pos. | Fahrer         | R1  | R2  | R3  | R1  | R2  | R3  | R1  | R2  | R3  | R1  | R2  | R3  | R1  | R2  | R3  | Punkte |
| ---- | -------------- | --- | --- | --- | --- | --- | --- | --- | --- | --- | --- | --- | --- | --- | --- | --- | ------ |
| 01   | D. Quimby      | 2   | 1   | 7   | 2   | C   | 1   | DNF | 3   | 4   | 1   | 1   | 1   | 5   | 2   | 2   | 227,5  |
| 02   | N. Stati       | 1   | 3   | 3   | 1   | C   | 2   | 2   | 1   | 5   | 2   | 4   | 3   | 2   | 6   | 5   | 223,5  |
| 03   | C. Roberts     | 3   | 2   | 2   | DNF | C   | 5   | 4   | 6   | 1   | 3   | 2   | 2   | 3   | 3   | 3   | 194,5  |
| 04   | A. Crosbie     | 6   | 6   | 4   | 3   | C   | 4   | 1   | 2   | 2   | DNF | 3   | 4   | 4   | 5   | 1   | 190,5  |
| 05   | B. Wolfe       | 7   | 7   | 6   | 4   | C   | 7   | 3   | 5   | 3   | DNF | 5   | DNF | 6   | 4   | 7   | 114,5  |
| 06   | P. Benites Jr. | 4   | 4   | 1   | 6   | C   | 3   | 5   | 4   | 6   |     |     |     |     |     |     | 102,5  |
| 07   | L. Day         | 5   | 5   | 5   | 5   | C   | 6   | DNF | DNF | 7   | 4   | 6   | 5   | 7   | 8   | 8   | 92,5   |
| 08   | A. Popow       |     |     |     |     |     |     |     |     |     |     |     |     | 1   | 1   | 4   | 62,5   |
| 09   | S. Gilmore     |     |     |     |     |     |     |     |     |     |     |     |     | 8   | 7   | 6   | 18,5   |
| 0–   | M. Ponti       | WD  | WD  | WD  |     |     |     |     |     |     |     |     |     |     |     |     | –,5    |
| Pos. | Fahrer         | R1  | R2  | R3  | R1  | R2  | R3  | R1  | R2  | R3  | R1  | R2  | R3  | R1  | R2  | R3  | Punkte |
| Pos. | Fahrer         | ROA | ROA | ROA | MDO | MDO | MDO | NJM | NJM | NJM | MOS | MOS | MOS | COT | COT | COT | Punkte |

| Legende       | Legende                        | Legende                                                              |
| Farbe         | Abkürzung                      | Bedeutung                                                            |
| ------------- | ------------------------------ | -------------------------------------------------------------------- |
| Gold          | –                              | Sieg                                                                 |
| Silber        | –                              | 2. Platz                                                             |
| Bronze        | –                              | 3. Platz                                                             |
| Grün          | –                              | 4. bis 10. Platz                                                     |
| Hellblau      | –                              | 10. Platz aufwärts (punktberechtigt)                                 |
| Blau          | –                              | Klassifiziert außerhalb der Punkteränge                              |
| Dunkelblau    | –                              | Klassifiziert innerhalb der Punkteränge aber keine Punktberechtigung |
| Violett       | DNF                            | Rennen nicht beendet (did not finish)                                |
| Violett       | NC                             | nicht klassifiziert (not classified)                                 |
| Rot           | DNQ                            | nicht qualifiziert (did not qualify)                                 |
| Rot           | DNPQ                           | in Vorqualifikation gescheitert (did not pre-qualify)                |
| Schwarz       | DSQ                            | disqualifiziert (disqualified)                                       |
| Weiß          | DNS                            | nicht am Start (did not start)                                       |
| Weiß          | WD                             | zurückgezogen (withdrawn)                                            |
| ohne          | PO                             | nur am Training teilgenommen (practiced only)                        |
| ohne          | DNP                            | nicht am Training teilgenommen (did not practice)                    |
| ohne          | INJ                            | verletzt oder krank (injured)                                        |
| ohne          | EX                             | ausgeschlossen (excluded)                                            |
| ohne          | DNA                            | nicht erschienen (did not arrive)                                    |
| ohne          | C                              | Rennen abgesagt (cancelled)                                          |
| ohne          | keine Teilnahme                |                                                                      |
| sonstige      | P/fett                         | Pole-Position                                                        |
| sonstige      | SR/kursiv                      | Schnellste Rennrunde                                                 |
| sonstige      | Q                              | Extrapunkte für Pole-Position                                        |
| sonstige      | X                              | Extrapunkte für gewonnene Positionen                                 |
| sonstige      | *                              | nicht im Ziel, aufgrund der zurückgelegten Distanz aber gewertet     |
| sonstige      | ()                             | Streichresultate                                                     |
| unterstrichen | Führender in der Gesamtwertung | Führender in der Gesamtwertung                                       |

### Teamwertung
| Pos. | Team                      | ROA | ROA | ROA | MDO | MDO | MDO | NJM | NJM | NJM | MOS | MOS | MOS | COT | COT | COT | Punkte |
| Pos. | Team                      | R1  | R2  | R3  | R1  | R2  | R3  | R1  | R2  | R3  | R1  | R2  | R3  | R1  | R2  | R3  | Punkte |
| ---- | ------------------------- | --- | --- | --- | --- | --- | --- | --- | --- | --- | --- | --- | --- | --- | --- | --- | ------ |
| 01   | Crosslink Kiwi Motorsport | 1   | 3   | 3   | 1   | C   | 2   | 1   | 1   | 2   | 2   | 3   | 3   | 2   | 4   | 1   | 422,5  |
| 01   | Crosslink Kiwi Motorsport | 6   | 6   | 4   | 3   | C   | 4   | 2   | 2   | 3   | DNF | 4   | 4   | 4   | 5   | 5   | 422,5  |
| 02   | Atlantic Racing Team      | 2   | 1   | 7   | 2   | C   | 1   | DNF | 3   | 4   | 1   | 1   | 1   | 5   | 2   | 2   | 227,5  |
| 02   | Atlantic Racing Team      | 000 | 000 | 000 | 000 | 000 | 000 | 000 | 000 | 000 | 000 | 000 | 000 | 000 | 000 | 000 | 227,5  |
| 03   | Team Roberts Racing       | 3   | 2   | 2   | DNF | C   | 5   | 4   | 6   | 1   | 3   | 2   | 2   | 3   | 3   | 3   | 194,5  |
| 03   | Team Roberts Racing       | 000 | 000 | 000 | 000 | 000 | 000 | 000 | 000 | 000 | 000 | 000 | 000 | 000 | 000 | 000 | 194,5  |
| 04   | MLT Motorsports           | 5   | 5   | 5   | 5   | C   | 6   | DNF | DNF | 7   | 4   | 6   | 5   | 1   | 1   | 4   | 154,5  |
| 04   | MLT Motorsports           | 000 | 000 | 000 | 000 | 000 | 000 | 000 | 000 | 000 | 000 | 000 | 000 | 7   | 8   | 8   | 154,5  |
| 05   | Scuderia Buell            | 4   | 4   | 1   | 6   | C   | 3   | 5   | 4   | 6   |     |     |     |     |     |     | 102,5  |
| 05   | Scuderia Buell            | 000 | 000 | 000 | 000 | 000 | 000 | 000 | 000 | 000 | 000 | 000 | 000 | 000 | 000 | 000 | 102,5  |
| 0–   | US NG Racing              | WD  | WD  | WD  |     |     |     |     |     |     |     |     |     |     |     |     | –,5    |
| 0–   | US NG Racing              | 000 | 000 | 000 | 000 | 000 | 000 | 000 | 000 | 000 | 000 | 000 | 000 | 000 | 000 | 000 | –,5    |
| Pos. | Team                      | R1  | R2  | R3  | R1  | R2  | R3  | R1  | R2  | R3  | R1  | R2  | R3  | R1  | R2  | R3  | Punkte |
| Pos. | Team                      | ROA | ROA | ROA | MDO | MDO | MDO | NJM | NJM | NJM | MOS | MOS | MOS | COT | COT | COT | Punkte |

| Legende       | Legende                        | Legende                                                              |
| Farbe         | Abkürzung                      | Bedeutung                                                            |
| ------------- | ------------------------------ | -------------------------------------------------------------------- |
| Gold          | –                              | Sieg                                                                 |
| Silber        | –                              | 2. Platz                                                             |
| Bronze        | –                              | 3. Platz                                                             |
| Grün          | –                              | 4. bis 10. Platz                                                     |
| Hellblau      | –                              | 10. Platz aufwärts (punktberechtigt)                                 |
| Blau          | –                              | Klassifiziert außerhalb der Punkteränge                              |
| Dunkelblau    | –                              | Klassifiziert innerhalb der Punkteränge aber keine Punktberechtigung |
| Violett       | DNF                            | Rennen nicht beendet (did not finish)                                |
| Violett       | NC                             | nicht klassifiziert (not classified)                                 |
| Rot           | DNQ                            | nicht qualifiziert (did not qualify)                                 |
| Rot           | DNPQ                           | in Vorqualifikation gescheitert (did not pre-qualify)                |
| Schwarz       | DSQ                            | disqualifiziert (disqualified)                                       |
| Weiß          | DNS                            | nicht am Start (did not start)                                       |
| Weiß          | WD                             | zurückgezogen (withdrawn)                                            |
| ohne          | PO                             | nur am Training teilgenommen (practiced only)                        |
| ohne          | DNP                            | nicht am Training teilgenommen (did not practice)                    |
| ohne          | INJ                            | verletzt oder krank (injured)                                        |
| ohne          | EX                             | ausgeschlossen (excluded)                                            |
| ohne          | DNA                            | nicht erschienen (did not arrive)                                    |
| ohne          | C                              | Rennen abgesagt (cancelled)                                          |
| ohne          | keine Teilnahme                |                                                                      |
| sonstige      | P/fett                         | Pole-Position                                                        |
| sonstige      | SR/kursiv                      | Schnellste Rennrunde                                                 |
| sonstige      | Q                              | Extrapunkte für Pole-Position                                        |
| sonstige      | X                              | Extrapunkte für gewonnene Positionen                                 |
| sonstige      | *                              | nicht im Ziel, aufgrund der zurückgelegten Distanz aber gewertet     |
| sonstige      | ()                             | Streichresultate                                                     |
| unterstrichen | Führender in der Gesamtwertung | Führender in der Gesamtwertung                                       |